# Боне, Герберт
Герберт Боне (нем. Herbert Bohne;  род. 22 сентября 1932 года, Валвиц, район Зале) — генерал-майор ВВС Национальной народной армии ГДР в отставке. Последняя должность — командир 1 - й дивизии ПВО (1976 - 1982).

## Биография
Герберт Боне, сын электрика, родился  22 сентября 1932 года в немецком городе Валвиц района Зале. 28 декабря 1950 года, когда ему наступило 18 лет, был призван в вооруженные силы ГДР.  С 1950 по 1952 год был курсантом в Народной полицейской школы, расположенной в городе Наумбурге (округ Заале). С 1952 по 1953 год проходил обучение в Советском Союзе. По возвращении на родину с 1953 по 1956 год служил замполитом в эскадре Аэроклуба № 3 в городе Баутцене — организации, готовящей кадры для ВВС Национальной народной армии. В 1956 году вступил в ряды Социалистической единой партии Германии (SЭD).
В дальнейшем, с 1956 по 1962 год учился в Советском Союзе, в Военно-воздушной академия имени Ю. А. Гагарина (Московская область, г. Монино). После повторного возвращения в Германию, с 1962 по 1964 год служил командиром эскадрильи Jagdfliegergeschwader 7 на аэродроме Коттбус-Дрюиц; затем, с 1964 по 1965 год был командиром эскадрильи в Jagdfliegergeschwader 1 на авиабазе HOLZDORF. С 1965 по 1968 год служил заместителем командира по летной подготовке Jagdfliegergeschwader 8 на аэродроме Нойхарденберг (Neuhardenberg).
После этого Герберт Боне, с 1968 по 1973 год был командиром летной эскадры истребителей. С 1973 по 1975 год учился снова в Советском Союзе — в Военной академии Генерального штаба Вооруженных Сил СССР им. К. Е. Ворошилова. После возвращения в ГДР служил с 1975 по 1976 год заместителем командира и начальником штаба 1-й дивизии ПВО в Коттбусе. 1 ноября 1976 года сменил генерал-майора Гюнтера Шмидта на его должности командира 1-го отделения противовоздушной обороны страны, занимал эту должность до увольнения 31 декабря 1982 года. На этой должности 1 января 1983 года его сменил полковник Алоис Зиерис (Alois Zieris). 7 октября 1978 года Герберту Боне было присвоено звание генерал-майора.
С 1979 по  1984 год он работал в отделении Социалистической единой партии Германии.

## Награды
В разное Герберт Боне был награжден Орденом «За заслуги перед Отечеством», Бронза, 3-я степень (1981), Боевым орденом «За заслуги перед народом и Отечеством», в серебре (1977).